# Tim Gullikson
Timothy Ernest Gullikson (* 8. September 1951 in La Crosse, Wisconsin; † 3. Mai 1996 in Boca Raton, Florida) war ein US-amerikanischer Tennisspieler und Tennistrainer.

## Karriere
Gullikson und sein Zwillingsbruder Tom besuchten die Northern Illinois University. Nach seinem Studium arbeitete er zunächst als Tennistrainer. Nachdem er erst auf Satellite-Turnieren gespielt hatte, kam 1977 sein Durchbruch mit drei Einzeltiteln. Dafür wurde er von der ATP als Newcomer of the Year ausgezeichnet. Zudem stand er mit seinem Bruder Tom zweimal in einem Doppelfinale. 1978 gewann er seinen vierten und letzten Einzeltitel in Johannesburg sowie an der Seite seines Bruders drei Doppeltitel. Von den insgesamt 15 Doppeltiteln seiner Karriere gewann er zehn zusammen mit seinem Bruder. Seine höchsten Weltranglistennotierungen erreichte er 1979 mit Position 15 im Einzel sowie 1983 mit Platz 3 im Doppel.
Sein bestes Einzelresultat bei einem Grand-Slam-Turnier war die Viertelfinalteilnahme in Wimbledon 1979. In der Doppelkonkurrenz erreichte er 1983 mit seinem Bruder das Finale von Wimbledon, sie unterlagen jedoch Peter Fleming und John McEnroe in drei Sätzen. Zudem stand er im Halbfinale der Australian Open und der US Open.
Nach seiner Profikarriere wurde er Tennistrainer. Er betreute unter anderem Martina Navrátilová, Mary Joe Fernández und Aaron Krickstein. Später betreute er den damaligen Weltranglistenersten Pete Sampras. Bei den Australian Open 1995 erlitt Gullikson, bei dem später ein Gehirntumor diagnostiziert wurde, einen Schwächeanfall. Sampras brach deswegen im Laufe seiner Partie gegen Jim Courier in Tränen aus. Gullikson verstarb im Mai 1996.

## Erfolge
| Legende                       |
| Grand Slam                    |
| Tennis Masters Cup            |
| ATP Masters Series            |
| ATP International Series Gold |
| ATP International Series      |

### Einzel

#### Turniersiege
| Nr. | Datum             | Turnier      | Belag       | Finalgegner      | Ergebnis                |
| --- | ----------------- | ------------ | ----------- | ---------------- | ----------------------- |
| 1.  | 10. Juli 1977     | Newport      | Rasen       | Hank Pfister     | 6:4, 6:4, 5:7, 6:2      |
| 2.  | 26. November 1977 | Taipeh       | Teppich (i) | Ismail El Shafei | 6:7, 7:5, 7:6, 6:4      |
| 3.  | 11. Dezember 1977 | Adelaide     | Rasen       | Chris Lewis      | 6:3, 4:6, 6:3, 2:6, 4:6 |
| 4.  | 3. Dezember 1978  | Johannesburg | Hartplatz   | Harold Solomon   | 2:6, 7:6, 7:6, 6:7, 6:4 |

#### Finalteilnahmen
| Nr. | Datum             | Turnier    | Belag         | Finalgegner     | Ergebnis           |
| --- | ----------------- | ---------- | ------------- | --------------- | ------------------ |
| 1.  | 12. Juni 1977     | Nottingham | Rasen         | Jaime Fillol    | kampflos           |
| 2.  | 3. März 1978      | Memphis    | Teppich (i)   | Jimmy Connors   | 6:7, 3:6           |
| 3.  | 20. August 1978   | Stowe      | Hartplatz     | Jimmy Connors   | 2:6, 3:6           |
| 4.  | 12. November 1978 | Stockholm  | Hartplatz (i) | John McEnroe    | 2:6, 2:6           |
| 5.  | 19. November 1978 | Wembley    | Teppich (i)   | John McEnroe    | 7:6, 4:6, 6:7, 2:6 |
| 6.  | 20. Januar 1980   | Baltimore  | Teppich (i)   | Harold Solomon  | 6:7, 0:6           |
| 7.  | 20. Januar 1980   | San Juan   | Hartplatz     | Eliot Teltscher | 4:6, 2:6           |

### Doppel

#### Turniersiege
| Nr. | Datum            | Turnier      | Belag       | Partner                         | Finalgegner                    | Ergebnis      |
| --- | ---------------- | ------------ | ----------- | ------------------------------- | ------------------------------ | ------------- |
| 1.  | 16. Juli 1978    | Newport      | Rasen       | Tom Gullikson                   | Colin Dibley Bob Giltinan      | 6:4, 6:4      |
| 2.  | 20. August 1978  | Stowe        | Hartplatz   | Tom Gullikson                   | Mark Edmondson Kim Warwick     | 3:6, 7:6, 6:3 |
| 3.  | 8. Oktober 1978  | Maui         | Hartplatz   | Tom Gullikson                   | Peter Fleming John McEnroe     | 7:6, 7:6      |
| 4.  | 17. Juni 1979    | Queen’s Club | Rasen       | Tom Gullikson                   | Marty Riessen Sherwood Stewart | 6:4, 6:4      |
| 5.  | 23. Juni 1979    | Surbiton     | Rasen       | Tom Gullikson                   | John du Pre Marty Riessen      | 6:4, 6:4      |
| 6.  | 20. Januar 1980  | Baltimore    | Teppich (i) | Marty Riessen                   | Brian Gottfried Frew McMillan  | 2:6, 6:3, 6:4 |
| 7.  | 8. Februar 1981  | Richmond     | Teppich (i) | Bernard Mitton                  | Brian Gottfried Raúl Ramírez   | 3:6, 6:2, 6:3 |
| 8.  | 2. Mai 1982      | Tampa        | Hartplatz   | Tom Gullikson                   | Brian Gottfried Hank Pfister   | 6:2, 6:3      |
| 9.  | 20. Juni 1982    | Bristol      | Rasen       | Tom Gullikson                   | Mark Edmondson Kim Warwick     | 6:4, 7:6      |
| 10. | 8. August 1982   | Columbus     | Hartplatz   | Bernard Mitton                  | Victor Amaya Hank Pfister      | 4:6, 6:1, 6:4 |
| 11. | 24. Oktober 1982 | Tokio        | Teppich (i) | Tom Gullikson                   | John McEnroe Peter Rennert     | 6:4, 3:6, 7:6 |
| 12. | 30. Januar 1983  | Guarujá      | Hartplatz   | Tomáš Šmíd                      | Sholmo Glickstein Van Winitsky | 5:7, 7:6, 6:3 |
| 13. | 21. August 1983  | Cincinnati   | Hartplatz   | Vereinigte Staaten Victor Amaya | Carlos Kirmayr Cássio Motta    | 6:4, 6:3      |
| 14. | 11. März 1984    | Brüssel      | Teppich (i) | Tom Gullikson                   | Kevin Curren Steve Denton      | 6:4, 6:7, 7:6 |
| 15. | 20. Oktober 1985 | Basel        | Teppich (i) | Tom Gullikson                   | Mark Dickson Tim Wilkison      | 4:6, 6:4, 6:4 |

#### Finalteilnahmen
| Nr. | Datum              | Turnier                 | Belag         | Partner         | Finalgegner                    | Ergebnis                |
| --- | ------------------ | ----------------------- | ------------- | --------------- | ------------------------------ | ----------------------- |
| 1.  | 10. Juli 1977      | Newport (1)             | Rasen         | Tom Gullikson   | Ismail El Shafei Brian Fairlie | 7:6, 3:6, 6:7           |
| 2.  | 18. September 1977 | Woodlands Doubles (1)   | Hartplatz     | Tom Gullikson   | Tom Okker Marty Riessen        | 6:3, 3:6, 3:6, 6:4, 1:6 |
| 3.  | 5. Februar 1978    | Little Rock             | Hartplatz (i) | Tom Gullikson   | Colin Dibley Geoff Masters     | 6:7, 3:6                |
| 4.  | 12. August 1979    | Columbus                | Sand          | Tom Gullikson   | Brian Gottfried Bob Lutz       | 6:4, 3:6, 6:7           |
| 5.  | 16. September 1979 | Woodlands Doubles (2)   | Hartplatz     | Bob Carmichael  | Marty Riessen Sherwood Stewart | 3:6, 2:2 aufgg.         |
| 6.  | 19. Oktober 1980   | Sydney Indoor           | Hartplatz (i) | Johan Kriek     | Peter Fleming John McEnroe     | 6:4, 1:6, 2:6           |
| 7.  | 25. Januar 1981    | San Juan                | Hartplatz     | Eliot Teltscher | Chris Mayotte Tim Mayotte      | 4:6, 6:7                |
| 8.  | 24. Oktober 1982   | Tokio                   | Sand          | Tom Gullikson   | Sherwood Stewart Ferdi Taygan  | 1:6, 6:3, 6:7           |
| 9.  | 21. November 1982  | Ancona                  | Teppich (i)   | Bernard Mitton  | Anders Järryd Hans Simonsson   | 6:4, 3:6, 6:7           |
| 10. | 20. Februar 1983   | Memphis                 | Teppich (i)   | Tom Gullikson   | Peter McNamara Paul McNamee    | 3:6, 7:5, 4:6           |
| 11. | 3. Juli 1983       | Wimbledon Championships | Rasen         | Tom Gullikson   | Peter Fleming John McEnroe     | 4:6, 3:6, 4:6           |
| 12. | 10. Juli 1983      | Newport (2)             | Rasen         | Tom Gullikson   | Vijay Amritraj John Fitzgerald | 3:6, 4:6                |
| 13. | 14. August 1983    | Montreal                | Hartplatz     | Tom Gullikson   | Sandy Mayer Ferdi Taygan       | 3:6, 4:6                |

### Mixed

#### Finalteilnahmen
| Nr. | Datum           | Turnier         | Belag     | Partnerin           | Finalgegner           | Ergebnis      |
| --- | --------------- | --------------- | --------- | ------------------- | --------------------- | ------------- |
| 1.  | 24. Januar 1988 | Australian Open | Hartplatz | Martina Navratilova | Jana Novotná Jim Pugh | 7:5, 2:6, 4:6 |